# أبوسوم غواجيرا الفأر
أبوسوم غواجيرا الفأر (الاسم العلمي:Marmosa xerophila)، هو نوع من الأبوسوم يتواجد في كولومبيا وفنزويلا.